# Rhaphidophora laichauensis
Rhaphidophora laichauensis är en kallaväxtart som beskrevs av François Gagnepain. Rhaphidophora laichauensis ingår i släktet Rhaphidophora och familjen kallaväxter. Inga underarter finns listade.